# François Mahé
François Mathurin Marie Mahé (* 2. September 1930 in Arradon; † 31. Mai 2015 in Hyères) war ein französischer Radrennfahrer.

## Sportliche Laufbahn
Mahé war im Straßenradsport aktiv. Von 1951 bis 1965 war er Berufsfahrer. Dreimal wurde er Etappensieger bei den Grand Tours. 1954 gewann er den ersten Abschnitt der 21. Etappe in der Tour de France. In der Vuelta a España gewann er 1961 zwei Etappen. Weitere Etappensiege holte er in der Algerien-Rundfahrt 1953, bei Paris–Nizza 1954, in der Luxemburg-Rundfahrt 1957, in der Tour de Champagne 1959 und im Critérium du Dauphiné 1961. Das Eintagesrennen Circuit Boussaquin gewann er 1960 und den Grand Prix de Cannes 1961. 
In Vuelta a España 1961 wurde er Gesamtzweiter hinter Angelino Soler. Weitere zweite Plätze holte er in der Flandern-Rundfahrt 1954 hinter Raymond Impanis, im Grand Prix Midi Libre 1959 hinter Jean Brankart, bei Paris–Nizza 1960, bei Bordeaux–Paris 1960 und 1962 sowie bei Paris–Camembert 1961.

## Grand-Tour-Platzierungen
| Grand Tour            | 1953 | 1954 | 1955 | 1956 | 1957 | 1958 | 1959 | 1960 | 1961 | 1962 | 1963 | 1964 | 1965 |
| --------------------- | ---- | ---- | ---- | ---- | ---- | ---- | ---- | ---- | ---- | ---- | ---- | ---- | ---- |
| Vuelta a EspañaVuelta | –    | –    | –    | –    | –    | 11   | –    | –    | 2    | –    | –    | –    | –    |
| Giro d’ItaliaGiro     | –    | –    | –    | –    | –    | –    | –    | –    | –    | –    | –    | –    | –    |
| Tour de FranceTour    | 10   | 15   | 10   | DNF  | 11   | DNF  | 5    | 14   | DNF  | 20   | 19   | DNF  | 43   |

## Familiäres
Sein Bruder Joseph Mahé war ebenfalls Radprofi.